# 泰勒·洛弗尔
泰勒·洛弗尔（英語：Tyler Lovell，1987年5月23日—），来自珀斯，澳大利亚男子曲棍球运动员。他曾代表澳大利亚国家队参加2018年英联邦运动会曲棍球比赛，获得一枚金牌。